# 聖克魯斯德蘇查班巴
聖克魯斯德蘇查班巴（西班牙語：Santa Cruz de Succhabamba），是秘魯的城鎮，位於該國北部卡哈馬卡大區，是聖克魯斯省的首府，2005年人口3,737，居民主要使用奇楚瓦語和西班牙語。